# White Box Enterprise Linux
White Box Enterprise Linux（ホワイトボックス・エンタープライズ・リナックス、WBEL）とは、アメリカ ルイジアナ州De Ridder市のボーレガード郡立図書館の資金提供により、Red Hat Enterprise Linux (RHEL) を基に新たに開発された Linuxディストリビューションである。2007年6月を最後に新たなバージョンは公開されておらず、事実上の活動停止状態にある。
なお、RHELが有償であるのに対し、WBELは無償であり、製品に対するサポートは行われない。モデルとなったディストリビューションで使われていたGPLのソースコードを再コンパイルし、かつ、そのベンダーが権利を所有する商標やロゴなどを削除したLinuxディストリビューションである。「RHELクローン」と呼ばれるものはこれ以外にCentOSやScientific Linuxがある。